# Nicolas Hojac
Nicolas Hojac (* 13. Juli 1992) ist ein Schweizer Extrembergsteiger.

## Leben
Hojac wuchs in Niederscherli bei Bern auf und absolvierte eine Lehre als Automatiker. Anschliessend studierte er an der BFH in Burgdorf Maschinenbau. Heute gehört er zu den führenden Alpinisten der Schweiz. Mit 14 Jahren lernte er bei einem Sprachaufenthalt im Unterwallis die Liebe zu den Bergen kennen. Mit 18 durchstieg er das erste Mal die Eiger-Nordwand. Darauf folgten Matterhorn und Grandes Jorasses–Nordwand. Somit gehört er mit 20 Jahren zu den jüngsten Bergsteigern, die die Trilogie der drei grossen Nordwände der Alpen geklettert sind.
In den Jahren 2014 bis 2016 war er Mitglied im Expeditionsteam des Schweizer Alpen-Club. Abschluss dieser 3-jährigen Ausbildung war die Expedition in das chinesische Tian Shan Gebirge, wo das Team einige Erstbegehungen umsetzte. Das Projekt wurde in diesem Zeitraum vom Schweizer Fernsehen begleitet und anschliessend als die Dokumentation „Hoch Hinaus-das Expeditionsteam“ auf SRF 2 ausgestrahlt.
Am 11. November 2015 stellte Hojac gemeinsam mit dem Alpinisten Ueli Steck einen neuen Seilschaftsspeedrekord in der Eiger-Nordwand auf. In nur 3 Stunden und 46 Minuten durchstiegen sie die Wand auf der Heckmair-Route. In den darauf folgenden Jahre spezialisierte sich Hojac auf das Speedbergsteigen in den Alpen und das Expeditionsbergsteigen auf der ganzen Welt. Bis jetzt hat er in den Alpen, in China, Patagonien und in Norwegen Erstbegehungen realisiert. Im Juli 2021 war er Protagonist im Film The Soloist VR. Dabei unterstützte er Alex Honnold beim Freesoloklettern in den Alpen und den Dolomiten. Der Film wurde beim Filmfestival in Cannes ausgezeichnet.
Am 9. September 2023 kletterte Hojac zusammen mit Adrian Zurbrügg den Schreckmarathon in 18 Stunden und 52 Minuten. Dabei überquerten sie die sieben Gipfel Mättenberg, Ankebälli, Gwächta, Klein Schreckhorn, Nässihorn, Schreckhorn und Lauteraarhorn und legten insgesamt 42 km und 4200 Höhenmeter zurück.

## Auszeichnungen
- 2017: Anerkennung für herausragende Leistungen im Sport (Gemeinde Köniz)

## Erfolge
- 2025: Eiger, Mönch und Jungfrau in 15 Stunden 30 Minuten, gemeinsam mit Philipp Brugger[9]
- 2023: Schreckmarathon in 18 Stunden und 52 Minuten, gemeinsam mit Adrian Zurbrügg
- 2022: Swiss Skyline (Eiger, Mönch und Jungfrau) Speedbegehung in 13h und 8min[10]
- 2021: Speedbegehung der drei Kanten und drei Nordwänden der Drei Zinnen gemeinsam mit Simon Gietl[11]
- 2020: Spaghettitour 18 x 4000er, Monte-Rosa-Hütte bis Klein-Matterhorn in 13h 39min gemeinsam mit Adrian Zurbrügg[12]
- 2019: Erstbegehung Ostwand Cerro Cachet, „homenajo a los amigos perdidos“, M7+ gemeinsam mit Stephan Siegrist und Lukas Hinterberger[13]
- 2019: Sportkletterrouten bis 8c
- 2018: Vom tiefsten Punkt der Schweiz auf den höchsten und wieder ins Tal in 14h 2min (In Kombination mit dem Gleitschirm)[14]
- 2017: Speedbegehung Jungfrau, Mönch und Eiger an einem Tag mit dem Gleitschirm von Tal zu Tal in 11h 43min
- 2017: Erstbegehung Norwegen, Breidtinden, „Surf & Turf“, AI4, M6, 350m
- 2017: Erstbegehung Norwegen, Finnkona, "An other day in paradise", AI5, M6, 400m
- 2016: Jungfrau-Nordwand, Erstbegehung "Eis am Stiel" M5+, 550m
- 2016: Erstbesteigung "Deadmen Peak" 5400m, China
- 2016: Erstbesteigung "Red Ball Peak" 4922m, China
- 2015: Eiger-Nordwand, Heckmair, Seilschaftsspeedrekord mit Ueli Steck in 3h 46min[15]
- 2015: Eiger-Nordwand, Kombination Metanoia-Japaner gemeinsam mit Ueli Steck[16]
- 2015: Wendenstöcke, "Ben Hur", 7c+, 350m, Rotpunkt
- 2015: Breitwangfluh, Flying Circus, M10, 165m, Onsight
- 2014: Verdon, "Dame Cookie", 8a+, 180m Rotpunkt
- 2013: Vollendung Trilogie Eiger, Matterhorn und Grandes Jorasses Nordwand
- 2011: Mönch Lauperroute, Solo